# Joachim Ulrich Amthor
Joachim Ulrich Amthor (* 23. April 1631 in Schleiz; † 9. November 1694) war gräflich-stolbergischer Hofrat, Kanzler und Direktor des Konsistoriums in Stolberg am Harz.

## Leben
Joachim Hulderich Amthor wurde als Sohn des Leibmediziners Wolfgang Ulrich Amthor im vogtländischen Schleiz geboren. Zu seinen Taufpaten gehörte auch Judith Reuß aus dem Hause Greiz. 1641 wurde Amthor Waise, so dass er einige Zeit bei seinem Onkel Ehrenfried Amthor in den Fürstentümern Schleswig und Holstein aufwuchs. Nach dem Besuch des Gymnasiums in Gera studierte er in Jena. Nachdem er einige Zeit als Hauslehrer bei Adam Scheller in Jena tätig gewesen war, wurde er nach Stolberg am Harz berufen. 1663 erfolgte seine Beförderung zum Reiserat des Grafen Johann Martin zu Stolberg. Zwei Jahre später wurde er zum Konsistorialrat und 1668 zum Hofrat befördert. Nachdem er zum Kanzleidirektor aufgestiegen war, erfolgte 1688 seine Ernennung zum gräflichen Kanzler.
Zu seinen Kindern zählt Christoph Heinrich Amthor (1677–1721), ein Lyriker und Übersetzer des Barocks. Er schrieb eine der ersten systematischen Darstellungen der Ökonomie.